# Resolutie 2239 Veiligheidsraad Verenigde Naties
Resolutie 2239 van de Veiligheidsraad van de Verenigde Naties werd op 17 september 2015 unaniem aangenomen door de VN-Veiligheidsraad, en verlengde de UNMIL-vredesmacht in Liberia met een jaar. Met het oog op de beëindiging van de missie werd het aantal manschappen met twee derde verminderd.

## Achtergrond
Na de hoogdagen onder het decennialange bestuur van William Tubman, die in 1971 overleed, greep Samuel Doe de macht. Zijn dictatoriale regime ontwrichtte de economie en er ontstonden rebellengroepen tegen zijn bewind, waaronder die van de latere president Charles Taylor. In 1989 leidde de situatie tot een burgeroorlog waarin de president vermoord werd. De oorlog bleef nog doorgaan tot 1996. Bij de verkiezingen in 1997 werd Charles Taylor verkozen en in 1999 ontstond opnieuw een burgeroorlog toen hem vijandige rebellengroepen delen van het land overnamen. Pas in 2003 kwam er een staakt-het-vuren en werden VN-troepen gestuurd. Taylor ging in ballingschap en de regering van zijn opvolger werd al snel vervangen door een overgangsregering. In 2005 volgden opnieuw verkiezingen en werd Ellen Johnson Sirleaf de nieuwe president. In 2011 werd ze herkozen voor een tweede ambtstermijn.
In 2014 brak er in West-Afrika een ebola-epidemie uit, die ook Liberia trof.

## Inhoud
Liberia was goed op weg naar vrede en stabiliteit. De uitbouw van de veiligheidsdiensten, en allereerst de Nationale Politie, moest de prioriteit krijgen. Op 30 juni 2016 zou de Liberische overheid de verantwoordelijkheid voor de ordehandhaving overnemen van de VN-vredesmacht UNMIL. Verder bleven delfstoffen, grondbezit, corruptie en seksueel geweld aandachtspunten.
Het mandaat van UNMIL werd verlengd tot 30 september 2016. Het aantal militairen werd verminderd van 3590 naar 1240 en het aantal politie-agenten van 1515 naar 606. In 2016 zou beslist worden over de terugtrekking van UNMIL en een eventuele nieuwe (politieke) missie om Liberia te blijven bijstaan.

## Verwante resoluties
- Resolutie 2190 Veiligheidsraad Verenigde Naties (2014)
- Resolutie 2215 Veiligheidsraad Verenigde Naties

Lijst ·  2196 ·  2197 ·  2198 ·  2199 ·  2200 ·  2201 ·  2202 ·  2203 ·  2204 ·  2205 ·  2206 ·  2207 ·  2208 ·  2209 ·  2210 ·  2211 ·  2212 ·  2213 ·  2214 ·  2215 ·  2216 ·  2217 ·  2218 ·  2219 ·  2220 ·  2221 ·  2222 ·  2223 ·  2224 ·  2225 ·  2226 ·  2227 ·  2228 ·  2229 ·  2230 ·  2231 ·  2232 ·  2233 ·  2234 ·  2235 ·  2236 ·  2237 ·  2238 ·  2239 ·  2240 ·  2241 ·  2242 ·  2243 ·  2244 ·  2245 ·  2246 ·  2247 ·  2248 ·  2249 ·  2250 ·  2251 ·  2252 ·  2253 ·  2254 ·  2255 ·  2256 ·  2257 ·  2258 ·  2259